# Nackareservatet i Stockholm
Nackareservatet är ett  naturreservat i Stockholms kommun och Nacka kommun i Stockholms län. Helheten av reservatet beskrivs i artikeln Nackareservatet och denna artikel tar bara upp delen inom Stockholms kommun. Inom reservat finns både skogsområden som sträcker sig längs Sicklasjöns södra strand och kulturmiljöer kring Lilla Sickla.
Denna del är naturskyddad sedan 2006 och är cirka 101 hektar stor.

## Bilder

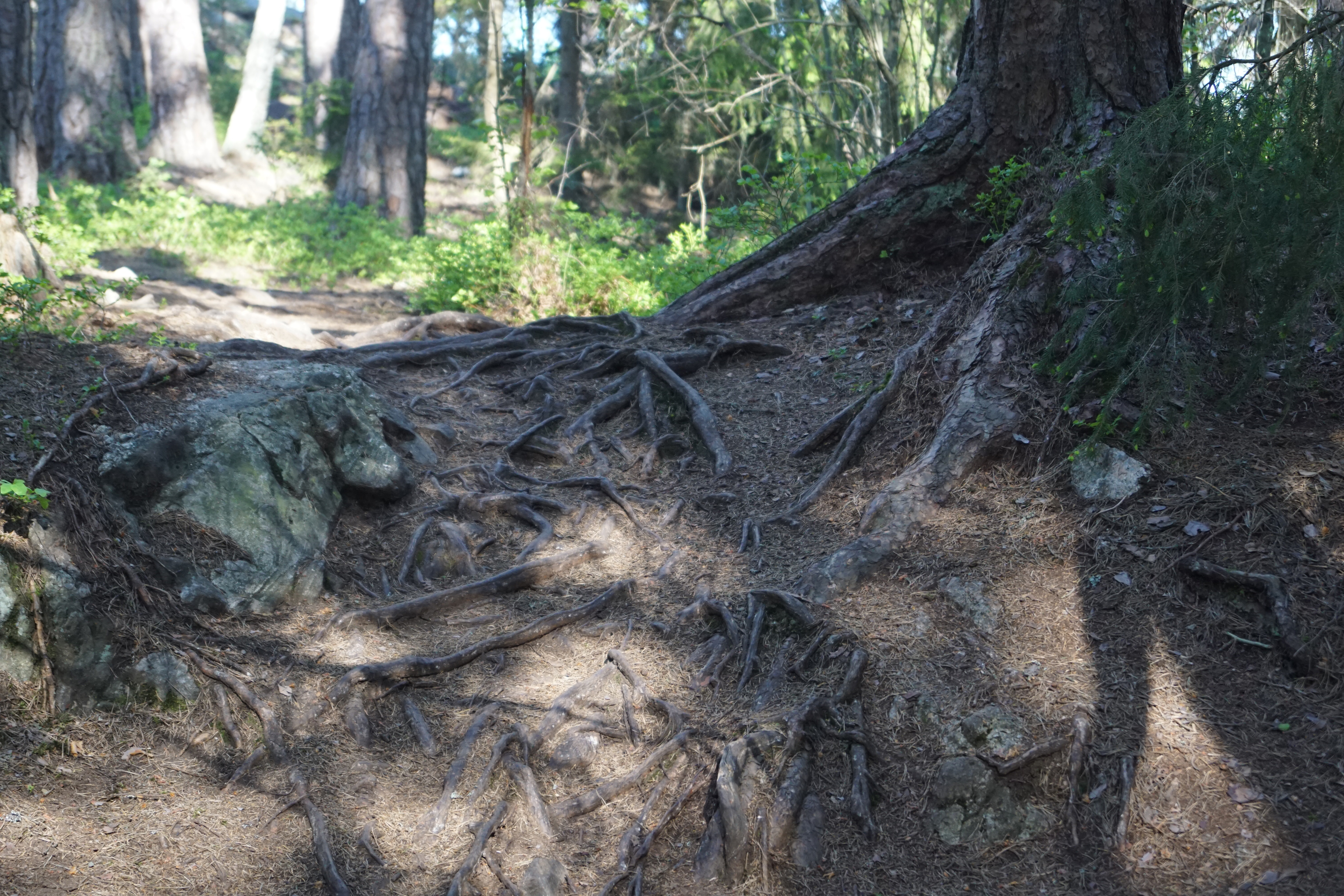
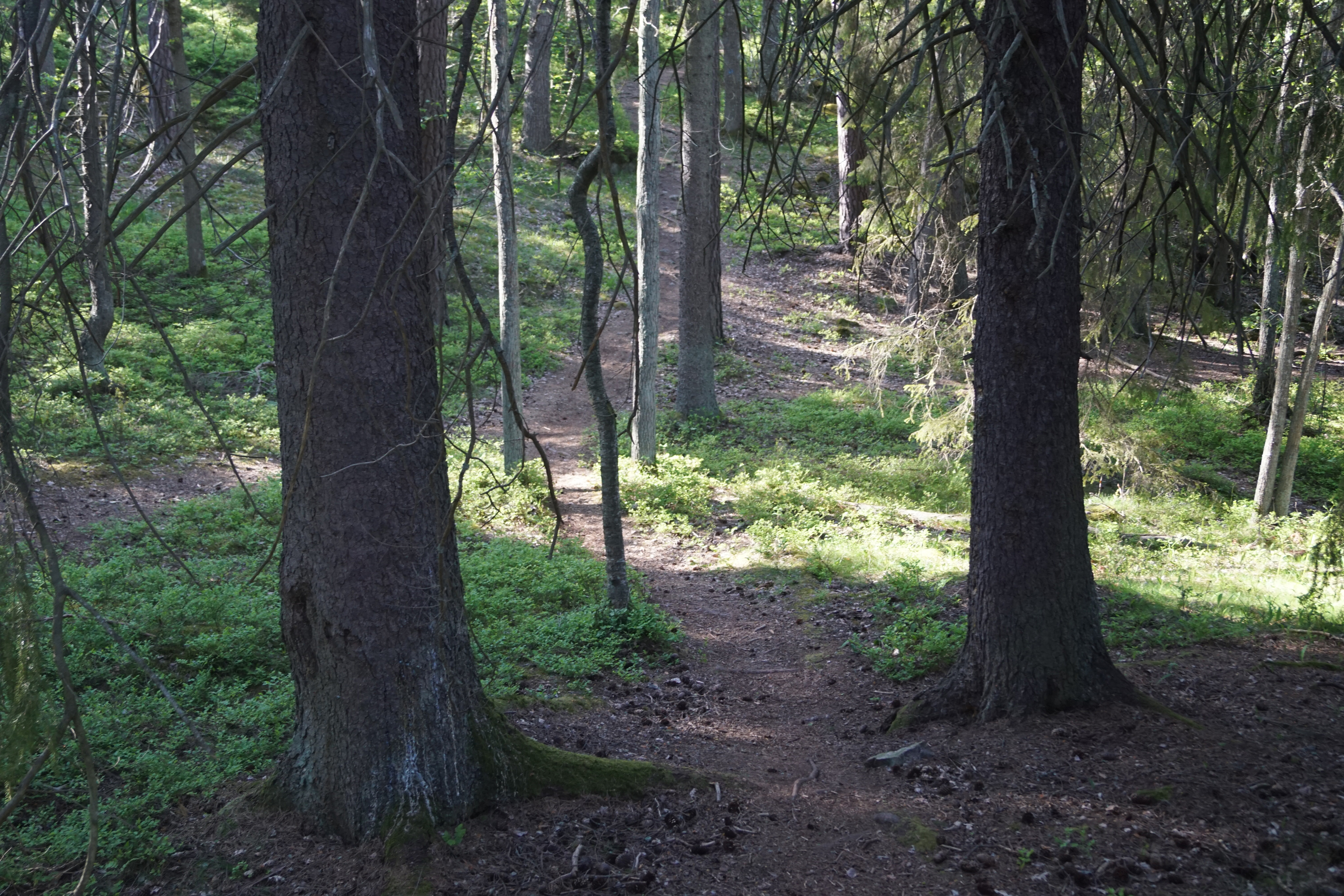
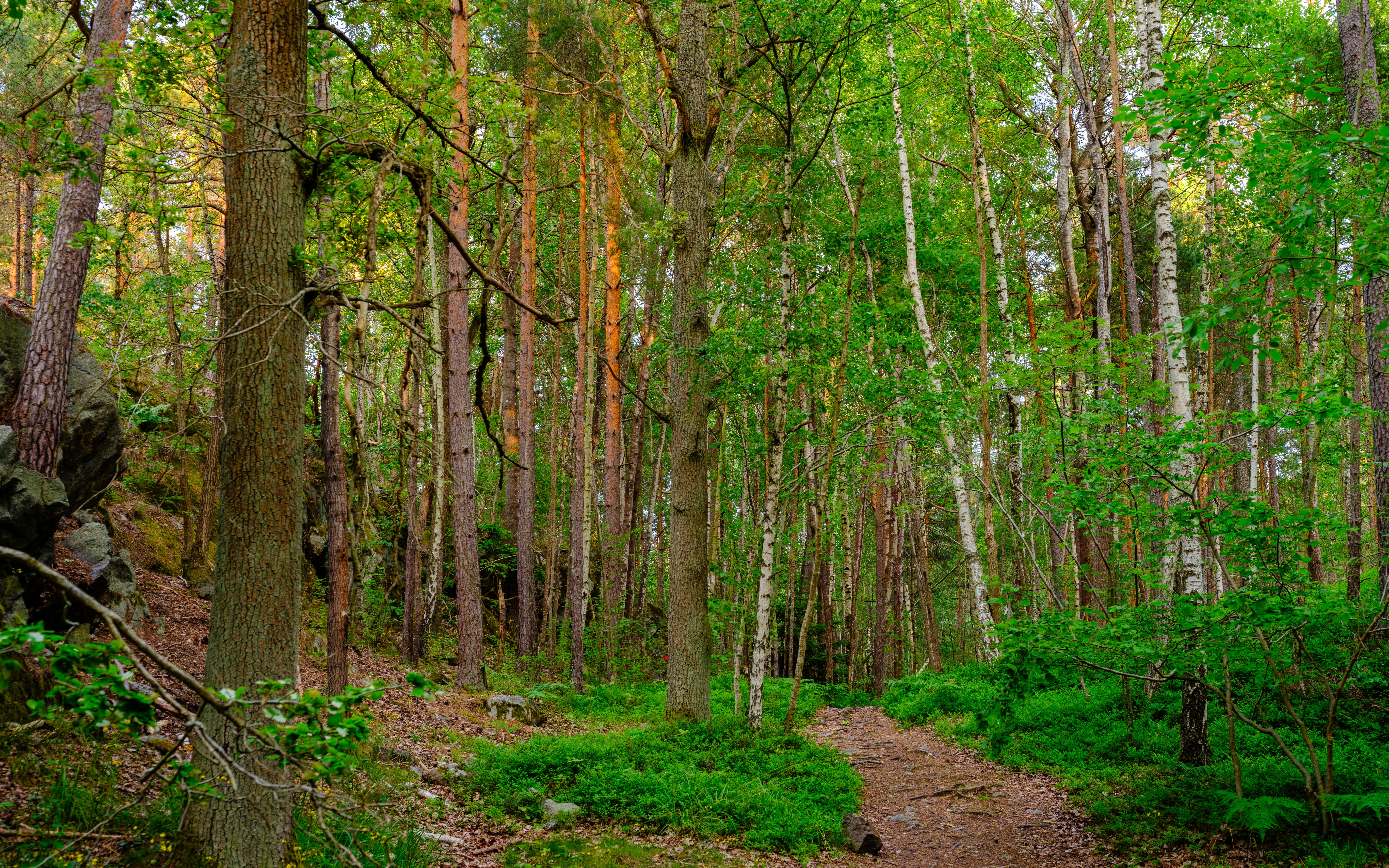
Skogen närmast Björkhagen.
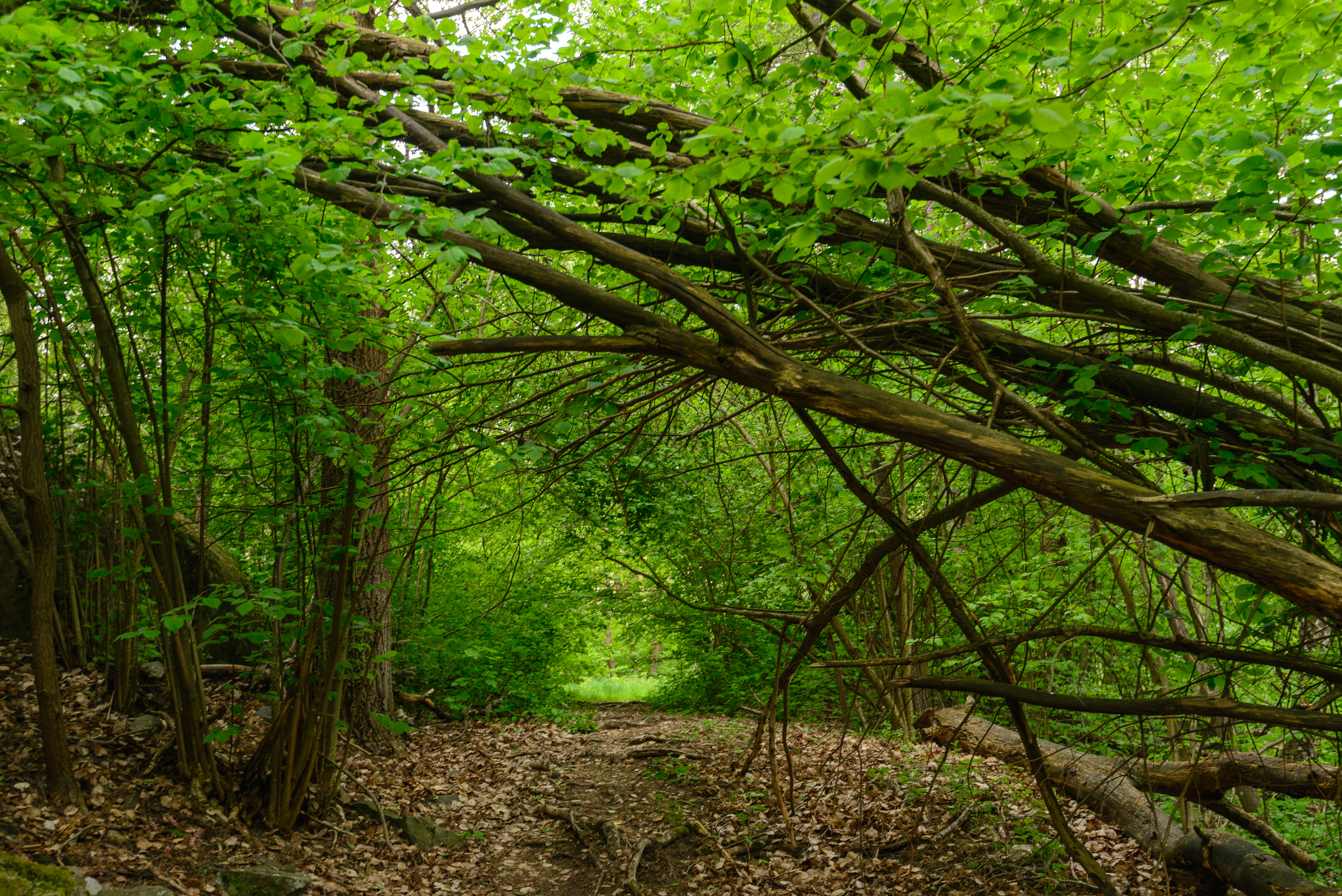
Stig längs Sicklaån.